# Musa Juka
Musa Juka (nevének ejtése musa juka; Szkutari, 1880. október 15. – Alexandria, 1955. november 13.) albán politikus, az 1925 és 1939 közötti évek albániai közéletének meghatározó alakja, a köztársasági elnök, majd királlyá koronázott Amet Zogu legszűkebb tanácsadói környezetének tagja volt. Ebben az időszakban csaknem kilenc és fél éven át töltötte be hazájának belügyminiszteri tisztségét, egyúttal az ország egyik leggyűlöltebb politikusa lett. Erkölcsi skrupulusokat nem ismerve politikai ellenfeleit zsarolással állította félre az útból, az uralkodó és a kormányzat politikájával elégedetlenkedők szervezkedéseit kíméletlenül megtorolta, ezreket börtönzött be, nemegyszer egész falvakat égetett fel, sokakat kivégeztetett (észak-albániai felkelés, 1926; fieri felkelés, 1935; delvinai felkelés, 1937).
Leánya, Safete Juka (1924–2005) élete nagy részében az Amerikai Egyesült Államokban élt régész, művészettörténész.

## Életútja

Musa Juka

Észak-albániai muszlim családban született, Szkutariban (ma Shkodra) nőtt fel. 1900-ban a város gazdasági hivatalának munkatársa, 1912-ben pedig igazgatója lett. Ezzel párhuzamosan 1910-ben az észak-albániai felkelés során a Szkutariba bevonuló oszmán csapatok parancsnoka mellett tolmácsként is dolgozott.

### Shkodra polgármestere (1914–1924)
1914-ben a Vilmos albán fejedelemmel szembeforduló Esat Toptani hívéül szegődött, aki még ugyanabban az évben ki is nevezte őt Shkodra polgármesterének. Juka polgármesterként együttműködött az 1916-ban Észak-Albániát elfoglaló Osztrák–Magyar Monarchia katonai hatóságaival. 1917. április 17-e és 21-e között tagja volt annak az albán delegációnak, amely Bécsben tisztelgő látogatást tett I. Károly osztrák császárnál (IV. Károly néven magyar királynál). Később a szerb és a francia hatóságokkal is jó kapcsolatot ápolt, és jelentős vagyonra tett szert.
Az első világháború zűrzavarát követően 1921-ben immár választás útján lett szülővárosa polgármestere. Vélhetően már ekkor megmutatkozhatott autokrata és kíméletlen hatalomgyakorlása, mert 1924-ben feldühödött városlakók egy csoportja felgyújtotta és porig égette a házát. Juka a Jugoszláv Királyságba menekült, távollétében hivatalától megfosztották. Fél évet töltött külföldön, ami időben egybeesett az Amet Zogut a júniusi forradalommal elkergető Fan Noli kormányának működésével. Juka szövetséget kötött a szintén jugoszláviai emigrációban tartózkodó Zoguval, és 1924 decemberében, támogatandó Zogu hatalmának visszaszerzését, fegyveresei élén Montenegróból tért vissza Albániába.

### Zogu „erős embere” (1925–1939)
Miután Zogu konszolidálta hatalmát, Juka az elkövetkező másfél évtizedben legszűkebb tanácsadói köréhez tartozott, egyik legközelebbi politikai szövetségese és bizalmasa lett. Abdurraman Dibra és Abdurraman Krosi mellett a korszak kormánybarát tiranai folyóirata, a Besa után Besa-körnek vagy besistáknak (besaxhinj) nevezett, Zoguhoz feltétel nélkül lojális politikaformáló tanácsadói kör, egyfajta „kamarilla” vezéralakja volt. A köztársasági években (1925–1928), majd Zogu 1928-as királlyá koronázását követően több kormánypozíciót is vállalt, rendszerint a belügyi tárca vezetőjeként a Zogut kiszolgáló kormányok „erős emberének” számított. Belügyminiszterként keménykezű és kíméletlen volt, a rend fenntartása és politikai céljai érdekében nem válogatott az eszközökben. A törvény ellen vétőket nemegyszer statáriális úton kivégeztette, előfordult, hogy a kormányellenes szervezkedéseket megtorló hadjárata során egész falvakat égetett le. Hatalmas informátori hálózatot épített ki, skrupulusoktól mentesen zsarolással és erőszakkal állította félre politikai ellenfeleit vagy az elégedetlenkedőket. Mindennek eredményeként egyfelől a köztörvényes bűnözés elleni küzdelem, a közbiztonság területén jelentős javulásokat ért el, ugyanakkor a korszak egyik legrettegettebb és leggyűlöltebb albán politikai vezetőjévé nőtte ki magát. Kézben tartotta a sajtót, rendszeresen nyomást gyakorolt az ellenzéki hangvételű lapok főszerkesztőire, az országban tartózkodó külföldi tudósítók közül kiutasította a kritikusabb szemléletű újságírókat. A korabeli rossz nyelvek szerint zsarolással és közpénzek elsikkasztásával már az 1920-as évek végére tetemes vagyonra tett szert, emellett az a hír is járta róla, hogy az olasz és a jugoszláv kormányok titokban egyaránt pénzelték őt.
Első kormányzati pozícióját 1925. szeptember 28-án nyerte el, amikor a Milto Tutulani, majd a Josif Kedhi vezette köztársasági kormány belügyminisztere lett, aki portfóliójába olvasztotta a korábban önálló közmunkaügyi tárca feladatköreit is. Miniszteri megbízatásával párhuzamosan, 1926-tól a nemzetgyűlés képviselője volt 1929-ig. Első belügyminisztersége alatt, 1926. november 20-án tört ki a Shkodrától északkeletre fekvő hegyvidéki katolikus területeken a Loro Caka vezette felkelés, amelynek egyik követelése Musa Juka hatalomból való eltávolítása volt. A felkelést a kormányzat néhány nap elteltével ugyan leverte, de Zogu december 2-án utasítást adott Juka belügyminiszternek a felelősök megbüntetésére. Juka a shkodrai katona parancsnokkal, Galo Bushatival karöltve kegyetlen büntetőhadjáratot indított a felkelés hátországában. Egész falvakat égettek fel, lemészárolták a lábasjószágot, sebtében felállított statáriális bíróságuk több, a lázadásban feltételezhetően részt vett helyit kivégeztetett, a szerencsésebbeket börtönbe vetették. Egy papot a shkodrai piactéren akasztattak fel, akiről később kiderült, hogy része sem volt a Caka-felkelésben. A Juka és Bushati irányította megtorlás időszakában Shosh és Shala területéről mintegy háromszáz albán család menekült Montenegró területére. Ez volt az első alkalom, amikor Juka ízelítőt adott kíméletlenségéből és keménykezűségéből, ám ez ekkor még politikailag nem fizetődött ki. Akcióját országszerte felzúdulás követte, a közép-albániai muszlim hegemóniát nehezményező észak-albániai lakosság még ellenségesebb lett a rezsimmel szemben, és 1927 elején már újabb szervezkedésről érkeztek hírek Tiranába. A kormány alkalmatlansága és az elharapózott korrupció miatt is egyre nőtt az elégedetlenség. Zogu végül 1927. február 10-én feloszlatta a kabinetet, Jukát pedig menesztette a belügyi tárca éléről: a két nappal később felállított Pjetër Poga-kormányban már Abdurraman Dibra kapta a belügyminiszteri posztot. Jukának meg kellett elégednie a közmunkaügyi és mezőgazdasági tárcával, amelyet 1927. október 20-áig vezetett.
Juka a királyság kikiáltását követően került vissza kormányzati pozícióba, amikor az 1928. szeptember 5-én felállt, Koço Kota vezette kormány mezőgazdasági és erdészeti minisztere lett, ezzel párhuzamosan 1929–1930-ban ideiglenesen a gazdasági tárcát is vezette. A Kota-kabinet feloszlását követően, 1930. március 6-án megalakított Evangjeli-kormány névsorából először kihagyták, de november 3-án belügyminiszterként csatlakozott a kabinethez. A mérsékelt politikus hírében álló kormányfő, Pandeli Evangjeli helyett valójában Juka dominálta a közügyeket. Amikor például I. Zogu 1931 elején külföldön tartózkodott, távollétében gyakorlatilag Juka irányította a kabinet munkáját. Újbóli belügyminiszterségének első éve jóformán eseménytelenül telt. Nagy visszhangot csupán azzal keltett, amikor 1931. április 3-án kelt belügyminiszteri rendeletében megtiltotta a közoktatásban dolgozóknak, hogy politikai eseményeken részt vegyenek, politikai kérdésekben akár az iskolákban, akár magánéletük színterein megnyilvánuljanak.
Az 1931. április 20-án újjáalakított Evangjeli-kabinetben Juka vihette tovább a belügyminisztérium vezetését. Az uralkodó által az állami korrupció feltárására felkért Walter Stirling brit alezredes 1931 májusában eljárást indított mások mellett Juka ellen is. A vád sorozatos befolyással való üzérkedés és vesztegetés elfogadása volt, I. Zogu azonban azonnal leállította a bizalmi embere ellen folyt vizsgálatot. Mi sem volt természetesebb, mint hogy az 1933. január 11-én megalakult negyedik Evangjeli-kormányban ismét Juka vihette tovább a belügyi portfóliót. A személyével szembeni elégedetlenséget azonban ezekben az években fokozta, hogy közmunkaügyi miniszterként férfiak tömegeit irányította az országban zajló útépítési és -felújítási munkálatok elvégzésére, mindenféle ellenszolgáltatás nélkül. Jóllehet, ennek eredményeként 1928 és 1933 között 2190 kilométernyi közutat építettek az egyébként meglehetősen fejletlen közúthálózattal rendelkező országban, és további 1116 kilométeres útszakasz kivitelezését kezdték meg. 1934 őszén a szintén az uralkodó legszűkebb köréhez tartozó Muharrem Bajraktarival, I. Zogu szárnysegédjével való politikai rivalizálásuk forrpontra jutása foglalkoztatta a közvéleményt. Bajraktari, attól tartva, hogy Juka az életére tör, a fővárost elhagyva visszaköltözött szűkebb pátriájába, Dibrába, ahol a hírek szerint az uralkodó és a kormány ellen lázította a vidék népét. Juka 1935 januárjában két zászlóaljat küldött Bajraktari elfogására, aki január 8-án a kormánycsapatok elől Jugoszláviába szökött.
Musa Juka politikai karrierjében az újabb töréspontot az 1935. augusztus 14–15-ei fieri felkelés hozta el. Noha a rosszul szervezett és hamar levert lázadás csupán kisebb kényelmetlenségnek számított, Juka belügyminiszterként aránytalan megtorló hadjáratot indított. Albániában rövid időre a terror lett az úr, amelynek során ezernél több embert tartóztattak le, megteltek az albániai börtönök, százakat vetettek kínvallatás alá, többeket egyszerűen tárgyalás és ítélet nélkül kivégeztek. Országszerte és külföldön egyaránt a közvélemény felháborodása övezte a megtorlásokat, aminek következtében 1935. október 16-án az Evangjeli-kormány feloszlott. A pár nappal később megalakult Frashëri-kormányban Juka már nem kapott szerepet, amit általános közmegelégedés fogadott.
A reformkormányként kommunikált Frashëri-kabinet azonban alig egyéves működés után feloszlott, és I. Zogu régi, bevált embereit helyezte vissza a hatalomba. Az 1936. november 7-én megalakult, Koço Kota vezette kormányban Juka ismét a belügyminiszteri portfólió birtokosa lett, de a király előzetesen önmérsékletre intette miniszterét. Juka politikai befolyását, kapcsolatait felhasználva, ismét élve a zsarolás és a fenyegetés eszközeivel azon dolgozott, hogy az 1937 januárjában záruló nemzetgyűlési választás eredményeként a politikai élet élvonalából 1935 októberében eltávolított konzervatív, a királyhoz hű politikai elemek visszatérjenek a parlamentbe. Ezt követően nem kellett sokáig várni arra, hogy Juka ismét a politikai bosszúhadjárat területén tündökölhessen. 1937. május 15-én Et’hem Toto, az előző évben feloszlatott Frashëri-kormány belügyminisztere vezetésével kitört a delvinai felkelés. A delvinai lázadók elfoglalták Gjirokastrát, és Vlora ellen vonultak, a kormányerők és a csendőrség alakulatai azonban május 18-án helyreállították a rendet, és május 26-áig az utolsó fegyveres ellenálló csoportokat is felszámolták. Bár a lázadás mozgatórúgói jórészt homályban maradtak, a kormány hivatalos nyilatkozataiban kommunista mozgolódásként könyvelte el. Juka országos letartóztatásokat rendelt el, felszámolandó az Albániában működő kommunista csoportokat. Több százan kerültek börtönbe, köztük számosan olyanok, akik ugyan nem voltak kommunisták, de ismertek voltak kormányellenes bírálataikról. Juka 1938. szeptember 10-én belügyminiszterként az alkotmány szellemiségével is ellenkező, a vallásszabadságot korlátozó rendeletet hozott, amely egyebek mellett megtiltotta a vallásváltást, és több ki- vagy átkeresztelkedésre készülő személyt le is tartóztatott.

### Emigrációban (1939–1955)
Még mielőtt Olaszország 1939. április 7-én lerohanta volna Albániát, Musa Juka családjával együtt Jugoszláviába szökött. Egy hónappal később Zogu féltestvére, Xhelal herceg udvartartásához csatlakozva Isztambulban telepedett le, ahogy az egykori Besa-kör több másik tagja is. Továbbra is Albánia belügyminiszterének címezve magát 1940. október 22-étől részt vett a Zogu trónjának visszaszerzéséért küzdő, Mehmet Konica vezette isztambuli Albán Bizottság tevékenységében. Egyes híresztelések szerint a második világháború éveiben titokban visszatért Albániába, és 1940 nyarán a Mat vidékén részt vett a megszállókkal szembeni fegyveres küzdelemben.
1950-ben az egyiptomi emigrációban élő Zogu udvartartásához csatlakozott, öt évvel később Alexandriában halt meg.